# Юзеф Ядковський
Юзеф Ядковський (*20 грудня 1890, Городня — †2 січня 1950, Варшава) — археолог, нумізмат-колекціонер, дослідник історії Городнянщини.
Засновник Городнянського історико-археологічного музею. З ініціативи Ядковського проведені археологічні дослідження Старого Замку і покладено початок його реконструкції.
На початку 2000-х громадськість Городні зібрала підписи за присвоєння імені Ядковського частині Німанської набережної, що з'явилася завдяки Ядковському, для охорони від підтоплення пагорбів на яких знаходяться Старий і Новий замки та Колозька церква. Влада звернення громадськості проігнорувала.